# Cité Férembach
Cité Férembach är en återvändsgata i Quartier des Ternes i Paris sjuttonde arrondissement. Gatan är uppkallad efter en viss M. Louis Férembach, på vars mark gatan anlades. Cité Férembach börjar vid Rue Saint-Ferdinand 21.

## Omgivningar
- Saint-Ferdinand-des-Ternes
- Square Villaret-de-Joyeuse
- Villa Guizot

## Bilder
| - Cité Férembach. - Gatuskylt. - Saint-Ferdinand-des-Ternes. |

## Kommunikationer
- Tunnelbana – linje  – Argentine
- Busshållplats Argentine – Paris bussnät

### Webbkällor
- ”Cité Férembach”. Mairie de Paris. https://web.archive.org/web/20160303173858/http://www.v2asp.paris.fr/commun/v2asp/v2/nomenclature_voies/Voieactu/3607.nom.htm. Läst 7 januari 2024.
- ”Cité Férembach (17ème arrondissement)”. Les rues de Paris. https://web.archive.org/web/20160409121516/http://www.parisrues.com/rues17/paris-17-cite-ferembach.html. Läst 7 januari 2024.